# ヘンドリー郡 (フロリダ州)
ヘンドリー郡（英: Hendry County）は、アメリカ合衆国フロリダ州のフロリダ半島南部に位置する郡である。2010年国勢調査での人口は39,140人であり、2000年の36,210人から8.1%増加した。郡庁所在地はラベル市（人口4,640人）であり、同郡で人口最大の都市はクルーイストン市（人口7,155人）である。
ヘンドリー郡はクルーイストン小都市圏を構成している。

## 歴史
ヘンドリー郡は1923年に設立された。郡名は初期開拓者の一人、フランシス・A・ヘンドリー少佐に因んで名付けられた。

## 地理
アメリカ合衆国国勢調査局に拠れば、郡域全面積は1,189.79平方マイル (3,081.5 km2)であり、このうち陸地1,152.53平方マイル (2,985.0 km2)、水域は37.26平方マイル (96.5 km2)で水域率は3.13%である。

### 隣接する郡
- グレーズ郡 - 北
- マーティン郡 - 北東
- オキーチョビー郡 - 北東
- パームビーチ郡 - 東
- ブロワード郡 - 南東
- コリアー郡 - 南
- リー郡 - 西
- シャーロット郡 - 西

## 人口動態
以下は2000年国勢調査による人口統計データである。
| 基礎データ - 人口: 36,210人 - 世帯数: 10,850 世帯 - 家族数: 8,137 家族 - 人口密度: 12人/km2（31人/mi2） - 住居数: 12,294軒 - 住居密度: 4軒/km2（11軒/mi2） 人種別人口構成 - 白人: 66.08% - アフリカン・アメリカン: 14.75% - ネイティブ・アメリカン: 0.80% - アジア人: 0.45% - 太平洋諸島系: 0.03% - その他の人種: 14.67% - 混血: 3.22% - ヒスパニック・ラテン系: 39.59% 年齢別人口構成 - 18歳未満: 30.3% - 18-24歳: 13.3% - 25-44歳: 28.3% - 45-64歳: 18.3% - 65歳以上: 10.1% - 年齢の中央値: 30歳 - 性比（女性100人あたり男性の人口） - 総人口: 125.0 - 18歳以上: 131.4 | 世帯と家族（対世帯数） - 18歳未満の子供がいる: 40.2% - 結婚・同居している夫婦: 55.7% - 未婚・離婚・死別女性が世帯主: 12.5% - 非家族世帯: 25.0% - 単身世帯: 18.6% - 65歳以上の老人1人暮らし: 7.3% - 平均構成人数 - 世帯: 3.09人 - 家族: 3.44人 収入と家計 - 収入の中央値 - 世帯: 33,592米ドル - 家族: 34,902米ドル - 性別 - 男性: 25,896米ドル - 女性: 20,070米ドル - 人口1人あたり収入: 13,663米ドル - 貧困線以下 - 対人口: 24.1% - 対家族数: 16.9% - 18歳未満: 29.9% - 65歳以上: 15.0% |

## 都市と町
- クルーイストン市、最大かつ人口最多の法人化都市
- ハーレム、クルーイストンに隣接する未編入の小さな町、圧倒的にアフリカ系アメリカ人人口が多い
- ラベル市、郡庁所在地
- ポートラベル、ラベルに隣接する未編入の小さな町
- フェルダ、未編入の小さな町
- パイオニアプランテーション、未編入の町
- モンチュラランチエステイツ、郡内では大きな未編入の町
- フラグホール、モンチュラランチエステイツに隣接する未編入の小さな町
- ラデカエーカーズ、未編入の小さな町

## 政治
| 年     | 共和党 | 民主党 | その他 |
| ------ | ------ | ------ | ------ |
| 2008年 | 52.9%  | 45.8%  | 1.3%   |
| 2004年 | 58.9%  | 40.5%  | 0.6%   |
| 2000年 | 58.3%  | 39.8%  | 1.9%   |

### 政府関連
- Hendry County Board of County Commissioners official website
- Hendry County Economic Development Council
- Hendry County Supervisor of Elections
- Hendry County Property Appraiser
- Hendry County Sheriff's Office
- Hendry County Tax Collector

### 特殊地区
- Hendry County Public Schools
- South Florida Water Management District

### 司法関連
- Hendry County Clerk of Courts
- Public Defender, 20th Judicial Circuit of Florida serving Charlotte, Collier, Glades, Hendry, and Lee Counties
- Office of the State Attorney, 20th Judicial Circuit of Florida
- Circuit and County Court for the 20th Judicial Circuit of Florida

### 観光
- Hendry County Tourism

### その他
- The Caloosa Belle, the local newspaper for Hendry County, Florida fully and openly available in the Florida Digital Newspaper Library

座標: 北緯26度33分 西経81度10分 / 北緯26.55度 西経81.17度